# Joachim Fischer (Soziologe)

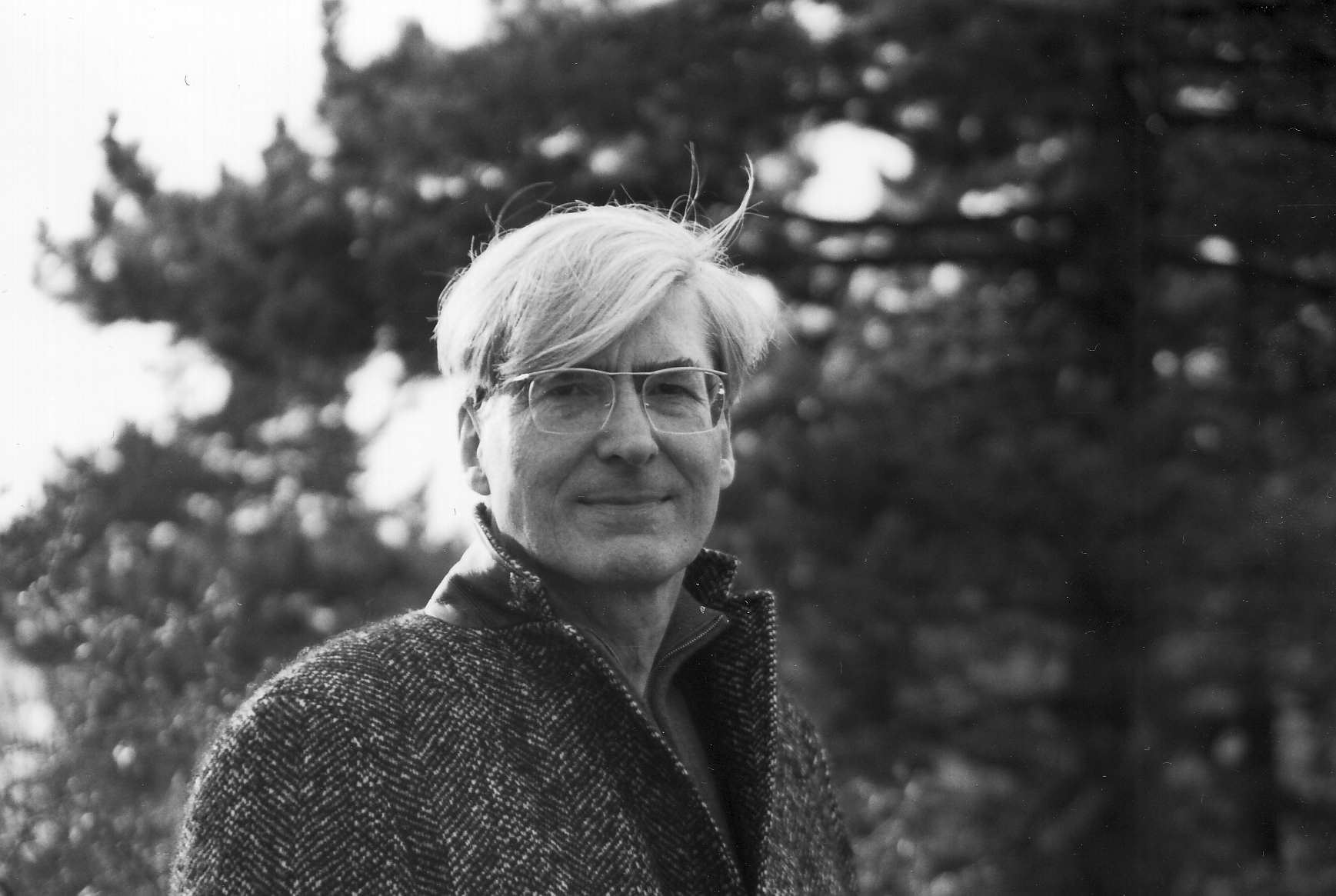
Joachim Fischer

Joachim Fischer (* 1951 in Hannover) ist ein deutscher Soziologe. Die Schwerpunkte seiner Arbeit liegen in den Bereichen der soziologischen Theorie und Sozialphilosophie, der Philosophischen Anthropologie, Kultursoziologie und Kunstsoziologie sowie der Stadt- und Architektursoziologie.

## Werdegang
Joachim Fischer studierte nach dem Abitur 1971 am Gymnasium Schillerschule in Hannover Germanistik, Soziologie, Philosophie und Politikwissenschaft an den Universitäten Hannover, Gießen, Tübingen und Göttingen. Prägend für ihn wurden der Sozialphilosoph Klaus Hartmann in Tübingen und der Soziologe Hans Paul Bahrdt in Göttingen.
Er war Stipendiat der Studienstiftung des deutschen Volkes. 1997 promovierte Fischer in Göttingen mit einer Arbeit zur Philosophischen Anthropologie in Göttingen; 2010 habilitierte er sich an der Philosophischen Fakultät der TU Dresden (Habilitationsschrift: Der Andere und der Dritte. Zur Grundlegung der Sozialtheorie).
Von 1999 bis 2008 war er Wissenschaftlicher Assistent am Lehrstuhl für Soziologische Theorie, Theoriegeschichte und Kultursoziologie am Institut für Soziologie der TU Dresden (Karl-Siegbert Rehberg). Seit dem Wintersemester 2009/10 nimmt er Gast- und Vertretungsprofessuren für Allgemeine Soziologie und Kultursoziologie wahr (Universität Erlangen-Nürnberg, Universität Halle-Wittenberg, Europa-Universität Frankfurt (Oder), Universität Innsbruck, Universität Basel, Universität Graz). 2012 wurde er zum Honorarprofessor für Soziologie an der TU Dresden ernannt.
Von 2011 bis 2017 war er Präsident der Helmuth Plessner Gesellschaft. Auf seine Initiative hin hat die Stadt Wiesbaden einen Wiesbadener Helmuth-Plessner-Preis gestiftet (alle drei Jahre, 20.000 Euro); erster Preisträger 2014 ist Michael Tomasello, zweiter Preisträger 2017 Peter Sloterdijk.
Theoriesystematisch liegt der Schwerpunkt bei der „Philosophischen Anthropologie“ als modernem Paradigma der Sozial- und Kulturwissenschaften, zu dessen Theoriekern nach Fischer neben den rivalisierenden Denkern Max Scheler und Plessner auch Arnold Gehlen, Erich Rothacker und Adolf Portmann gehören. Rekonstruiert wird neben der dramatischen Entstehungsgeschichte der Theorierichtung in den zwanziger Jahren auch deren Wirkungsgeschichte in der bundesrepublikanischen Soziologie und Philosophie der zweiten Hälfte des 20. Jahrhunderts.
Fischer hat insbesondere zur „Kölner Konstellation“ zwischen Scheler, Plessner und Nicolai Hartmann in der deutschen Theoriegeschichte der zwanziger Jahren geforscht – einer Theorienkorrespondenz zwischen Philosophischer Anthropologie und Neuer Ontologie. Im Marbacher Hartmann-Nachlass wurden die sog. „Cirkel-Protokolle“ gefunden. Eine Auswahl der Protokolle von Dialogen, die Nicolai Hartmann von 1920 bis 1950 an seinen jeweiligen universitären Wirkungsstätten (Marburg, Köln, Berlin, Göttingen) nahezu jedes Semester mit ausgewählten Studierenden zu jeweils einem Thema veranstaltet hat, ist durch Fischer und Gerald Hartung im Rahmen eines DFG-Projektes (2016–2019) 2020 veröffentlicht worden.
Einen weiteren Schwerpunkt bildet die Sozialontologie und soziologische Theorie. In einer Reihe von Publikationen hat Fischer – im Rückgriff auf Simmel und Freud – den systematischen Status des Dritten, der Triade bzw. der Tertiarität für die Konstitution von Intersubjektivität und Vergesellschaftung hervorgehoben.

## Fachliches Engagement
Joachim Fischer ist Mitglied der Helmuth Plessner Gesellschaft HPG.

## Schriften (Auswahl)

### Monografien
- Tertiarität. Studien zur Sozialontologie, Weilerswist 2022, ISBN 978-3-95832-158-8.
- Exzentrische Positionalität. Studien zu Helmuth Plessner, Weilerswist 2016, ISBN 978-3-95832-093-2.
- Soziologie der Weltraumfahrt, zusammen mit Dierk Spreen; mit Gastbeiträgen von Heike Delitz und Helmuth Plessner, Bielefeld: transcript 2014, ISBN 978-3-8376-2775-6.
- Wie sich das Bürgertum in Form hält. Reihe zu Klampen Essay, hg. v. Anne Hamilton, Springe: zu Klampen 2012, ISBN 978-3-86674-174-4.
- Philosophische Anthropologie. Eine Denkrichtung des 20. Jahrhunderts, Freiburg/München: Alber Verlag 2008, ISBN 978-3-495-48369-5 (2., durchgesehene Auflage, 2022, ISBN 978-3-495-48578-1).

### Herausgabe
- Nicolai Hartmanns Dialoge. Die „Cirkelprotokolle“, hg. zusammen mit Gerald Hartung. Unter Mitwirkung von Friedrich Hausen u. Thomas Kessel, Berlin/Boston: De Gruyter 2020, ISBN 978-3-11-042582-6.
- Soziologische Denkschulen in der Bundesrepublik Deutschland, hg. zusammen mit Stephan Moebius, Wiesbaden: Springer VS 2019, ISBN 978-3-658-22222-2.
- Kultursoziologie im 21. Jahrhundert, hg. zusammen mit Stephan Moebius, Wiesbaden: Springer VS 2014, ISBN 978-3-658-03225-8.
- Plessner in Wiesbaden, hg. zusammen mit Tilman Allert, Wiesbaden: Springer VS 2014, ISBN 978-3-658-05451-9.
- Theorien des Dritten. Innovationen in Soziologie und Sozialphilosophie, hg. zusammen mit Thomas Bedorf und Gesa Lindemann, München: Fink 2010, ISBN 978-3-7705-5021-0.
- Bürgerlichkeit ohne Bürgertum. In welchem Land leben wir?, hg. zusammen mit Heinz Bude und Bernd Kaufmann, München: Fink 2010, ISBN 978-3-7705-4627-5.
- Die Architektur der Gesellschaft. Theorien für die Architektursoziologie, hg. zusammen mit Heike Delitz, Bielefeld: transcript 2009, ISBN 978-3-8376-1137-3.
- Potsdamer Platz. Soziologische Theorien zu einem Ort der Moderne, hg. zusammen mit Michael Makropoulos, München: Fink 2004, ISBN 978-3-7705-3708-2.
- Plessners „Grenzen der Gemeinschaft“. Eine Debatte, hg. zusammen mit Wolfgang Eßbach und Helmut Lethen, Frankfurt am Main: Suhrkamp 2002, ISBN 978-3-518-29141-2.